# Skenderija (most)

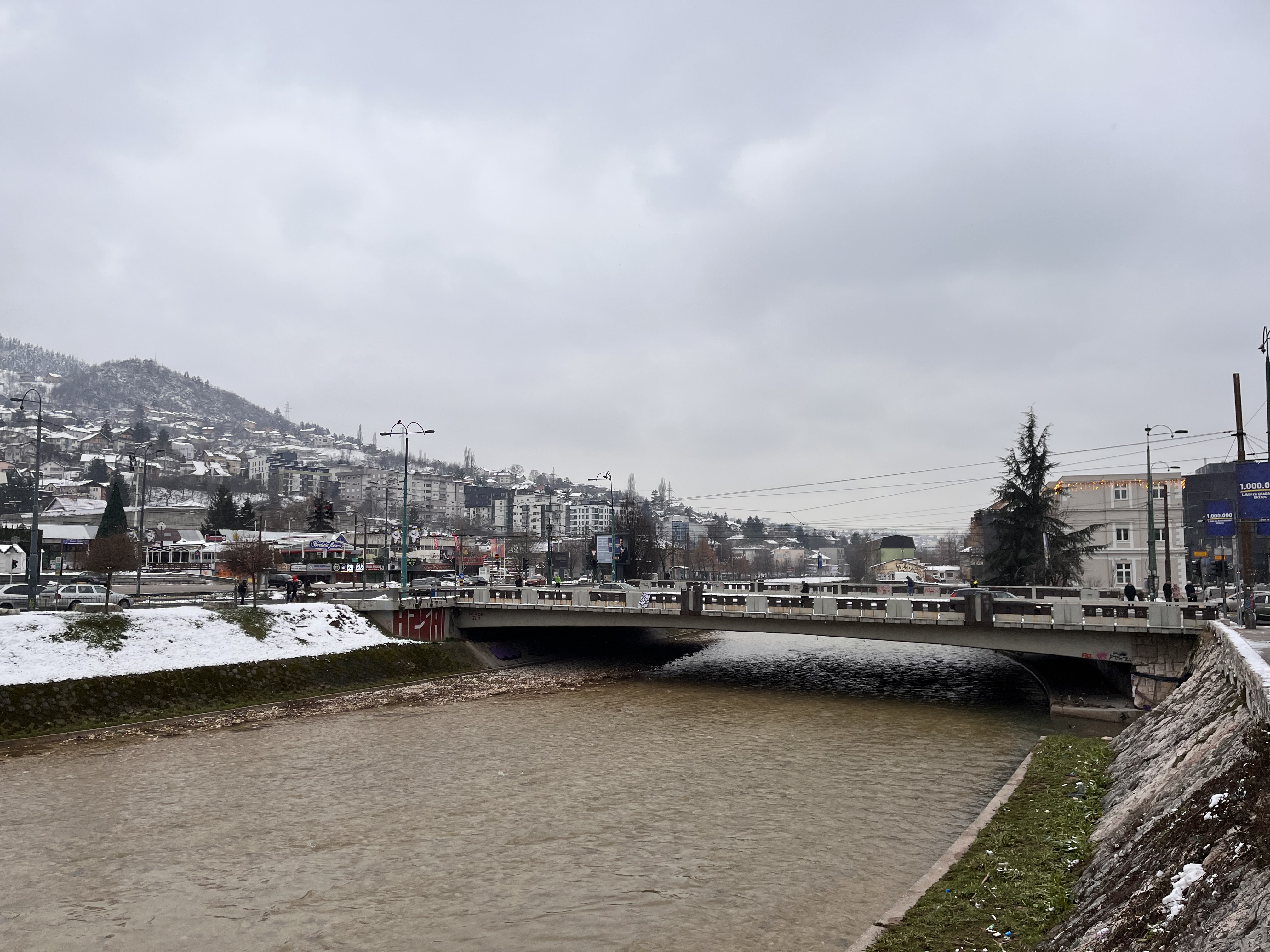
Pohled na most.

Skenderija je název pro silniční most, který se nachází v hlavním městě Bosny a Hercegoviny, Sarajevu. Leží jihozápadně od středu města a řeku Miljacku překonává u stejnojmenné sportovní haly, podle níž nese i název. Krátký most je relativně široký; má dva-tři jízdní pruhy po každé straně a široké chodníky.
Most má jediný oblouk a byl postaven z betonu. Dokončen byl v roce 1969 v souvislosti s výstavbou sportovního centra Skenderija. Obnova stavby byla uskutečněna v roce 2014. Most nahradil původní ocelový obloukový, který byl příliš úzký. Dodnes stojí vedle. 